# Martin Fillo
Martin Fillo (Planá, 7 febbraio 1986) è un calciatore ceco, attaccante del Weiden.

## Carriera

### Club
Fillo ha iniziato la carriera in Repubblica Ceca, nelle file del Viktoria Plzeň. In seguito ha firmato un contratto dalla durata quinquennale con il Viking. Al Viktoria Plzeň sono andate novecentomila sterline, record di trasferimento per la squadra ceca.
Ha esordito nella prima partita del campionato 2008, fornendo l'assist per il gol dell'1-0 sullo Strømsgodset. Ha segnato la prima rete nella vittoria per uno a zero sul Tromsø, alla quarta giornata.
Il 10 gennaio 2011 è tornato al Viktoria Plzeň, dopo essere stato ceduto dal Viking.

### Nazionale
Dopo aver collezionato presenze con la Rep. Ceca under 18, Rep. Ceca under 19 e Rep. Ceca under 21, ha debuttato nella Nazionale maggiore nel corso del 2009.

## Palmarès

### Club

#### Competizioni nazionali
- Campionato ceco: 1

Viktoria Plzeň: 2010-2011
- Supercoppa della Repubblica Ceca: 1

Viktoria Plzeň: 2011